# Персов, Владимир Маркович
Владимир Маркович Персов (4 декабря 1945, Соболево, Хабаровский край — 22 марта 2025, Санкт-Петербург) — советский и российский звукорежиссёр. Заслуженный деятель искусств Российской Федерации (1997). Лауреат премии «Ника» (1989).

## Биография
Владимир Маркович Персов родился 4 декабря 1945 года в селе Соболево (ныне — районный центр в Камчатском крае).
В 1969 году был зачислен в штат киностудии «Ленфильм». Вначале работал механиком по обслуживанию звукотехники, затем — ассистентом звукооператора. За годы работы на киностудии окончил Ленинградский электротехнический институт связи им. профессора М. А. Бонч-Бруевича (ЛЭИС) (1981).
Первой самостоятельной работой в качестве звукооператора стал игровой фильм «Соперницы» (1985) режиссёра Виктора Садовского. В 1983 году Владимир Персов впервые работал с Александром Николаевичем Сокуровым (фильм «Скорбное бесчувствие» — фильм был закрыт и закончен в 1986 году). Это было началом их многолетнего сотрудничества.
Творческое сотрудничество связывает Владимира Персова с режиссёром Светланой Проскуриной (фильмы «Случайный вальс», «Удалённый доступ», «Отражение в зеркале» и «Перемирие»).
В. М. Персов награждён кинопремией «Ника» — «За лучшую работу звукооператора» (фильм «Дни затмения») и другими профессиональными призами.
В 1997 году В. М. Персову было присвоено почётное звание Заслуженный деятель искусств Российской Федерации.
Профессор кафедры звукорежиссуры Санкт-Петербургского государственного института кино и телевидения.
С 1998 по 2017 год являлся директором киновидеостудии «Берег».
Скончался 21 марта 2025 года.

## Фильмография
1. 1985 — Соперницы, режиссёр Виктор Садовский
2. 1985 — Софья Ковалевская (ТВ) (совместно с Константином Лашковым), режиссёр Аян Шахмалиева
3. 1986 — Ампир (совместно с Кириллом Кузьминым), режиссёр Александр Сокуров
4. 1986 — Левша, режиссёр Сергей Овчаров
5. 1986 — Миф (ТВ), режиссёр Аян Шахмалиева
6. 1983—1986 — Скорбное бесчувствие, режиссёр Александр Сокуров
7. 1987 — Одинокий голос человека (совместно с И. Журавлёвой), режиссёр Александр Сокуров
8. 1988 — Дни затмения, режиссёр Александр Сокуров
9. 1988 — Криминальный талант (совместно с Анатолием Нетребенко, С. Сигле), режиссёр Сергей Ашкенази
10. 1988 — Московская элегия (документальный) (совместно с А. Пугачевым, М. Подтакуем), режиссёр Александр Сокуров
11. 1989 — Рыцари поднебесья (короткометражный), режиссёр Евгений Юфит
12. 1989 — Случайный вальс, режиссёр Светлана Проскурина
13. 1989 — Советская элегия (документальный), режиссёр Александр Сокуров
14. 1989 — Соната для Гитлера (документальный), режиссёр Александр Сокуров
15. 1989 — Спаси и сохрани, режиссёр Александр Сокуров
16. 1989 — Фа минор (короткометражный), режиссёр Андрей Черных
17. 1990 — История одной провокации, режиссёр Сергей Винокуров
18. 1990 — К событиям в Закавказье. Ленинградская кинохроника № 5. Спецвыпуск. (документальный), режиссёр Александр Сокуров
19. 1990 — Круг второй (режиссёр Александр Сокуров)
20. 1990 — Ленинградская ретроспектива (1957–1990) (документальный) (режиссёр Александр Сокуров)
21. 1990 — Петербургская элегия (документальный), режиссёр Александр Сокуров
22. 1990 — Простая элегия (документальный), режиссёр Александр Сокуров
23. 1991 — Австрийское поле, режиссёр Андрей Черных
24. 1991 — Любофф, режиссёр Юрий Торохов
25. 1991 — Пример интонации (документальный), режиссёр Александр Сокуров
26. 1992 — Камень, режиссёр Александр Сокуров
27. 1992 — Отражение в зеркале, режиссёр Светлана Проскурина
28. 1992 — Элегия из России (документальный), режиссёр Александр Сокуров
29. 1993 — Тихие страницы, режиссёр Александр Сокуров
30. 1994 — Секрет виноделия, режиссёр Андрей Черных
31. 1996 — Робер. Счастливая жизнь (документальный), режиссёр Александр Сокуров
32. 1997 — Александр Сокуров. Календарь одного поколения, режиссёр Александр Сокуров
33. 1997 — Мать и сын (СССР/ФРГ) (совместно с Мартином Штейер), режиссёр Александр Сокуров
34. 1998 — Киркенесская этика. Игорь Михайлович Дьяконов, режиссёр Алексей Янковский
35. 1998 — Молох, режиссёр Александр Сокуров
36. 1998 — Узел (документальный) (совместно с Сергеем Мошковым), режиссёр Александр Сокуров
37. 1998 — Беседы с Солженицыным (документальный) (совместно с Сергеем Мошковым), режиссёр Александр Сокуров
38. 2001 — Тёмная ночь, режиссёр Олег Ковалов
39. 2002 — Русский ковчег (совместно с Сергеем Мошковым), режиссёр Александр Сокуров
40. 2003 — Отец и сын (ФРГ/Россия/Франция/Нидерланды/Италия), режиссёр Александр Сокуров
41. 2004 — Удалённый доступ, режиссёр Светлана Проскурина
42. 2006 — Кружение в пределах кольцевой (документальный), режиссёр Александр Сокуров
43. 2007 — Александра, режиссёр Александр Сокуров
44. 2010 — Бриллианты (совместно с К. Василенко), режиссёр Александр Сокуров
45. 2010 — Перемирие, режиссёр Светлана Проскурина

## Продюсер
1. 1998 — Молох (исполнительный продюсер)
2. 2000 — Телец (исполнительный продюсер)
3. 2007 — Элегия жизни. Ростропович. Вишневская (документальный) (совместно с Д. Комковым, С. Ивановым)

## Признание и награды
- 1989 — Кинопремия «Ника» — «За лучшую работу звукооператора» («Дни затмения»)[6].
- 1989 — Конкурс профессиональных премий киностудии «Ленфильм» и Ленинградского отделения Союза кинематографистов СССР за 1988 год. Премия «Медный всадник» имени И. Ф. Волка «За лучшую работу звукооператора» («Дни затмения»).
- 1993 — Конкурс профессиональных премий киностудии «Ленфильм» и Санкт-Петербургского отделения Союза кинематографистов России за 1992 год. Премия «Медный всадник» имени И. Ф. Волка «За лучшую работу звукооператора» («Камень», «Отражение в зеркале»).
- 1997 — Конкурс профессиональных премий киностудии «Ленфильм» и Санкт-Петербургского отделения Союза кинематографистов России за 1996 год. Премия «Медный всадник» имени И. Ф. Волка «За лучшую работу звукооператора» («Мать и сын»).
- 1997 — Заслуженный деятель искусств Российской Федерации
- 1998 — номинация на премию «Ника» за лучшию работу звукорежиссёра («Мать и сын»).
- 2005 — номинация на премию «Ника» за лучшию работу звукорежиссёра («Удалённый доступ»).